# Contenção

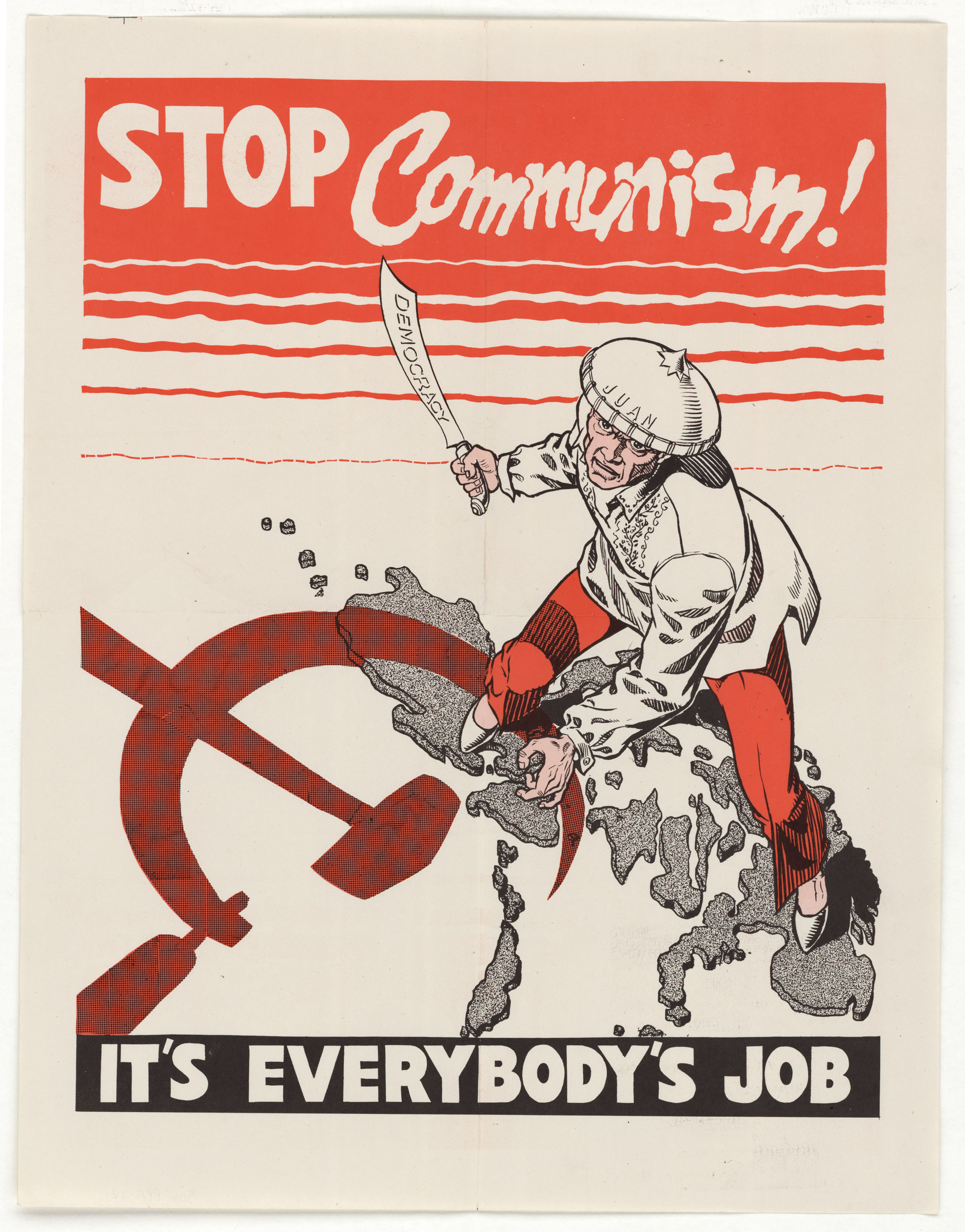
Propaganda contra o comunismo.

Designa-se por contenção uma política dos Estados Unidos usando estratégias militares, econômicas e diplomáticas para parar a propagação do comunismo, aumentar a segurança da América e a influência exterior, e evitar um "efeito dominó". Um componente da Guerra Fria, esta política foi uma resposta a uma série de jogadas da União Soviética para expandir a influência comunista na Europa Oriental, China, Coreia e Vietnã. Representou uma posição intermédia entre a política de apaziguamento e o rollback (mudança do regime estabelecido). A base da doutrina foi articulada pelo diplomata norte-americano George F. Kennan, no chamado "longo telegrama", de 1946. Como descrição da política externa dos EUA, a palavra aparece em um relatório apresentado por Kennan ao secretário de Defesa, James Forrestal, em janeiro de 1947, depois publicado como artigo de revista. É uma tradução do francês "cordon sanitaire", usado para descrever a política ocidental em direção à União Soviética na década de 1920.
A palavra contenção é mais fortemente associada às políticas do presidente dos Estados Unidos Harry Truman (1945-1953), incluindo a criação da Organização do Tratado do Atlântico Norte (OTAN), um pacto de defesa mútua. Apesar de o presidente Dwight Eisenhower (1953-1961) jogar com a doutrina rival de rollback, os defensores dessa doutrina se sentiram traídos quando não ele interveio na Revolução Húngara de 1956. A contenção teve influência especial na política externa do presidente Lyndon Johnson (1963-1969), particularmente com relação ao Vietnã. O Presidente Richard Nixon (1969-1974) promoveu uma variação da contenção chamada détente ou relaxamento de tensão. Em 1973-74, o Congresso dos EUA, invocando tanto razões morais como de contenção, cortou a ajuda ao governo sul-vietnamita. O presidente Jimmy Carter (1976-1981) enfatizou os direitos humanos em lugar do anticomunismo, enquanto que o presidente Ronald Reagan (1981-1989) promoveu o rollback com relação à Nicarágua e ao Afeganistão. De todo modo, os aspectos centrais da contenção, incluindo a OTAN e a dissuasão nuclear, permaneceram em vigor mesmo depois do fim da Guerra Fria em 1989 e o colapso da União Soviética em 1991.
Em um contexto mais amplo, o termo é empregado para denotar uma estratégia projetada para limitar ou dificultar a capacidade de projeção internacional de poder de um oponente. A China usou esse termo para caracterizar os esforços dos Estados Unidos para impedir a sua ascensão global.